# Nevaeh
Nevaeh es un moderno nombre femenino creado al deletrear la palabra «cielo» al revés, en este caso, en el idioma inglés («heaven»). 

## Historia y significado
El nombre Nevaeh es la palabra «heaven» deletreada al revés. Una creencia errónea es que el nombre tiene un origen irlandés, una variación del nombre Niamh, que todavía es común en Irlanda en la actualidad. Sin embargo, Nevaeh fue recientemente acuñado a la cultura estadounidense.

## Popularidad
Nevaeh era un nombre poco común antes de que el cantante Sonny Sandoval, del grupo de rock POD, nombrara a su hija Nevaeh en 2000. Luego apareció en el otoño de ese año en el programa de televisión MTV Cribs, y el uso del nombre se generalizó.
Nevaeh ingresó por primera vez a los 1000 nombres principales para niñas nacidas en los Estados Unidos en 2001, cuando su popularidad se disparó, convirtiéndose en el 266º nombre más común, según la Administración de Seguridad Social de EE. UU. Para 2010, era el 25º nombre de pila más popular en general para todas las niñas nacidas en los Estados Unidos en ese año. Fue el tercer nombre más popular para las niñas negras nacidas en la ciudad de Nueva York en 2010 y el tercer nombre más popular dado a las niñas nacidas en 2010 en Nuevo México, el estado donde es más popular; Nevaeh no apareció entre los 10 nombres principales en ningún otro estado en ese año. En 2007 fue el primer nombre entre las chicas afroamericanas nacidas en Colorado.
Aunque el uso del nombre el primer año o dos de su popularidad probablemente se puede atribuir a la hija de Sonny Sandoval, la mayor difusión de la popularidad de Nevaeh. El nombre es ampliamente conocido y discutido en los foros de nombres de bebés. Ha adquirido un significado de «niño del cielo».
El nombre ganó exposición en el reality show Flavor of Love Girls: Charm School, cuando la concursante Heather insistió en que fuese llamada Nevaeh, un nombre que había adoptado recientemente para avanzar en su carrera como cantante. Los otros participantes se negaron a consentirla en esto, calificándolo de ridículo, y fue expulsada en el segundo episodio. 
También se ha utilizado como un nombre de ring de lucha libre, por la luchadora de Shimmer Women Athletes, Nevaeh, quien ha estado luchando profesionalmente desde 2005 y lo ha usado como su nombre de luchadora desde su debut. 
Nevaeh es también el nombre de un álbum (Nevaeh, de Design the Skyline) y de un grupo cristiano contemporáneo.